# Colin Chaulk
Colin Chaulk (* 7. Januar 1977 in Toronto, Ontario) ist ein ehemaliger kanadischer Eishockeyspieler, der seit seinem Karriereende als Spieler 2013 als Eishockeytrainer arbeitet. Seit Mitte der Saison 2021/22 ist er Cheftrainer der Bakersfield Condors aus der American Hockey League.

## Karriere
Colin Chaulk begann seine Karriere als Eishockeyspieler bei den Kingston Frontenacs, für die er von 1994 bis 1998 in der kanadischen Juniorenliga Ontario Hockey League aktiv war. Anschließend war er in den folgenden vier Jahren für zahlreiche unterklassige Profimannschaften aktiv. Dies waren die Adirondack Red Wings aus der American Hockey League, die Utah Grizzlies und Kansas City Blades aus der International Hockey League, die Tallahassee Tiger Sharks, Jacksonville Lizard Kings und Wheeling Nailers aus der ECHL, die Austin Ice Bats aus der Western Professional Hockey League, die Colorado Gold Kings aus der West Coast Hockey League, sowie die Missouri River Otters aus der United Hockey League. 
Von 2002 bis 2006 spielte Chaulk durchgehend für die Fort Wayne Komets in der United Hockey League, mit denen er 2003 den Colonial Cup gewann. In der Liga gehörte er stets zu den defensiv stärksten Angreifern und erhielt mehrere persönliche Auszeichnungen. Zur Saison 2006/07 ging der Linksschütze erstmals nach Europa, wo er einen Vertrag beim HC Alleghe aus der italienischen Serie A1 erhielt. Anschließend verbrachte er drei Spielzeiten bei seinem Ex-Club Fort Wayne Komets in der mittlerweile in International Hockey League umbenannten Spielklasse und gewann 2008 bis 2010 drei Mal in Folge den Turner Cup. Für die Saison 2010/11 wurde der Kanadier erneut vom HC Alleghe aus der Serie A1 verpflichtet, verließ den Klub kurz vor Weihnachten 2010 wieder und kehrte zu den Komets zurück. Mit diesen gewann er 2012 die Meisterschaft der Central Hockey League. 2013 beendete er seine Karriere als Spieler und wurde Co-Trainer bei den Komets.
Weitere Trainerstationen waren die Kalamazoo Wings und Brampton Beast aus der ECHL sowie die Belleville Senators aus der AHL. Seit 2021 gehört er dem Trainerstab der Bakersfield Condors aus der American Hockey League an. Mitte der Saison 2021/22 wurde er zum Cheftrainer befördert.

## Erfolge und Auszeichnungen
- 2003 UHL Best Defensive Forward
- 2003 Colonial-Cup-Gewinn mit den Fort Wayne Komets
- 2004 UHL Best Defensive Forward
- 2006 UHL Best Defensive Forward
- 2008 Turner-Cup-Gewinn mit den Fort Wayne Komets
- 2009 Turner-Cup-Gewinn mit den Fort Wayne Komets
- 2010 Turner-Cup-Gewinn mit den Fort Wayne Komets
- 2010 IHL Best Defensive Forward
- 2012 Gewinn der Central Hockey League mit den Fort Wayne Komets

## Statistik
(Stand: Ende der Saison 2009/10)